# Upolínová louka pod Křížky
Upolínová louka pod Křížky je národní přírodní památka, byla vyhlášena v roce 1990 a nachází se u obce Prameny v okrese Cheb v Karlovarském kraji. Důvodem ochrany je mokřadní louka s bohatou květenou. Péčí o území je pověřena správa CHKO Slavkovský les.

## Popis oblasti
Lokalita se nachází u vnějšího okraje skalní plošiny, která se mírně svažuje od skalního výchozu vrchu U Tří křížů (817 m n. m.) směrem k Dlouhé stoce. V těsné blízkosti je další národní přírodní památka Křížky.

### Flóra a fauna
Mezi některé vzácné a ohrožené druhy rostlin v oblasti patří zejména drobná vrba borůvkovitá (Salix myrtilloides) a upolín evropský (Trollius europaeus). Dále zde roste např. vachta trojlistá (Menyanthes trifoliata) a mochna bahenní (Comarum palustre), kosatec sibiřský (Iris sibirica), ostřice stinná (Carex umbrosa), drobná vrba rozmarýnolistá (Salix rosmarinifolia) nebo orchideje prstnatec Fuchsův (Dactylorhiza fuchsii) a prstnatec májový (Dactylorhiza majalis).
V lokalitě hnízdí zde několik párů chřástala polního (Crex crex). Z plazů se lze setkat se zmijí obecnou (Vipera berus), obojživelníky zastupuje skokan krátkonohý (Pelophylax lessonae) a skokan hnědý (Rana temporaria).
V literatuře se zde uváděl i výskyt vzácného tetřívka obecného (Tetrao tetrix), ten však již ze Slavkovského lesa téměř vymizel a na lokalitě nebyl nově potvrzen.
Z motýlů byl pozorován žluťásek borůvkový (Colias palaeno).

## Galerie

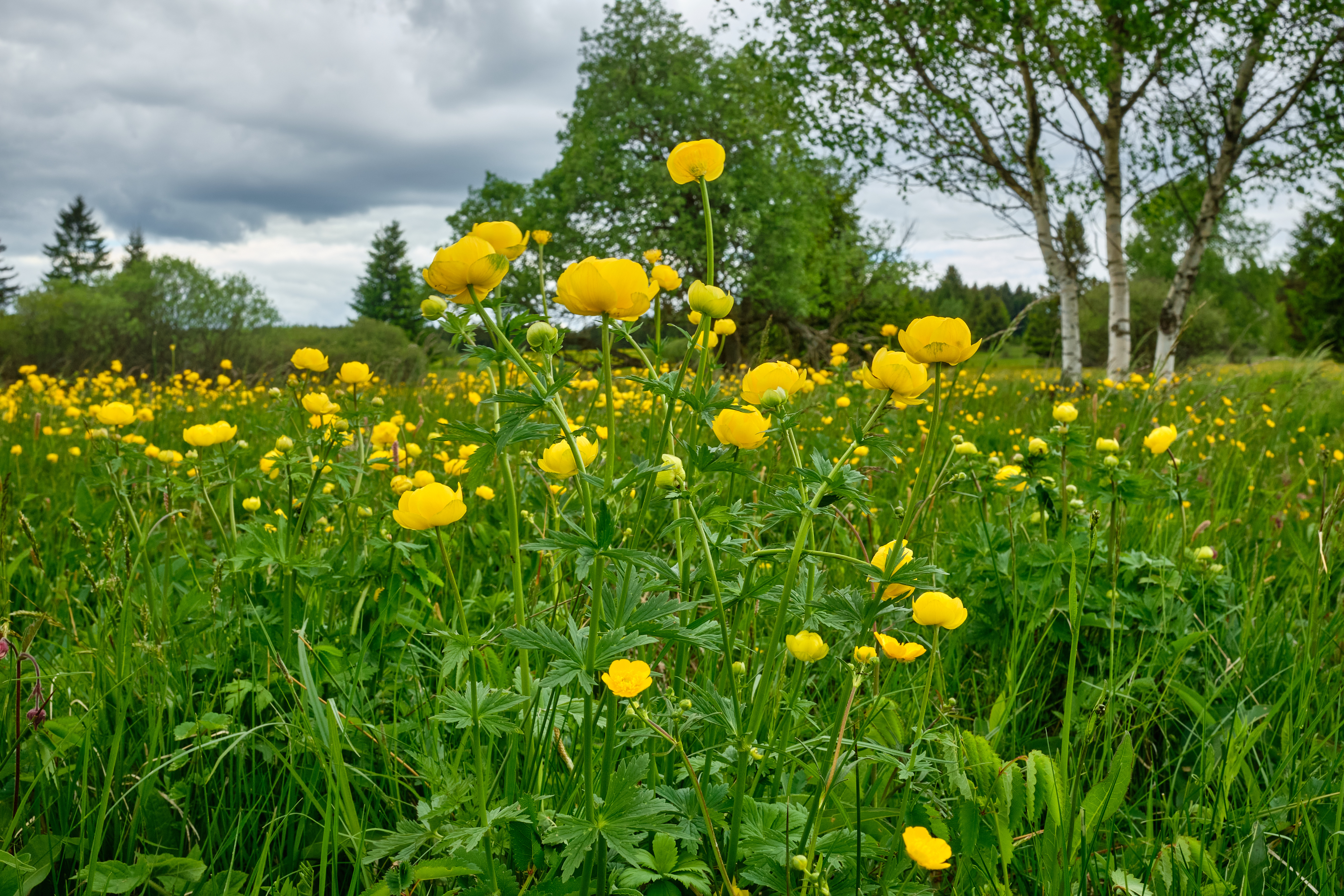
Upolín nejvyšší na lokalitě v květnu 2022
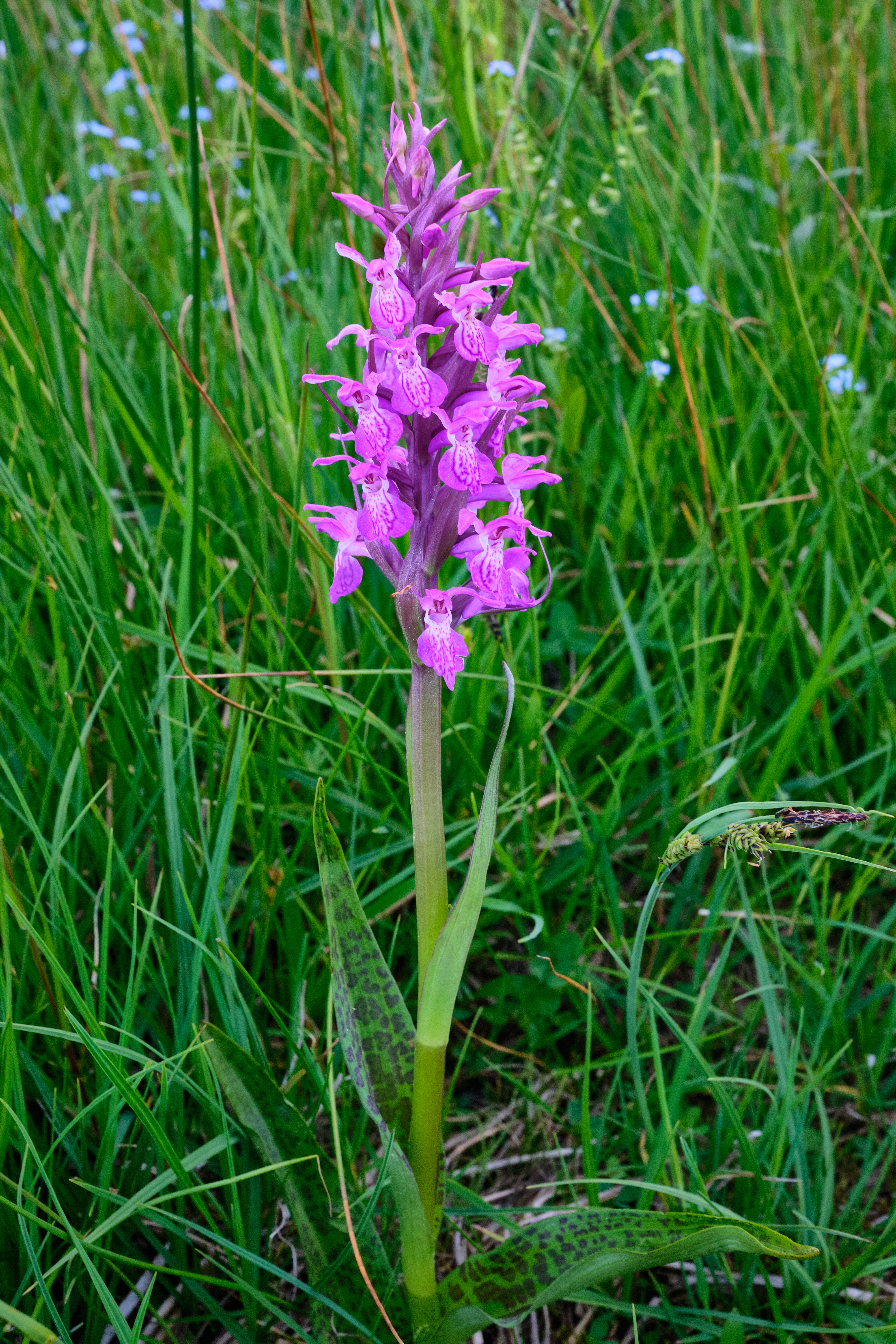
Prstnatec májový na lokalitě v květnu 2022
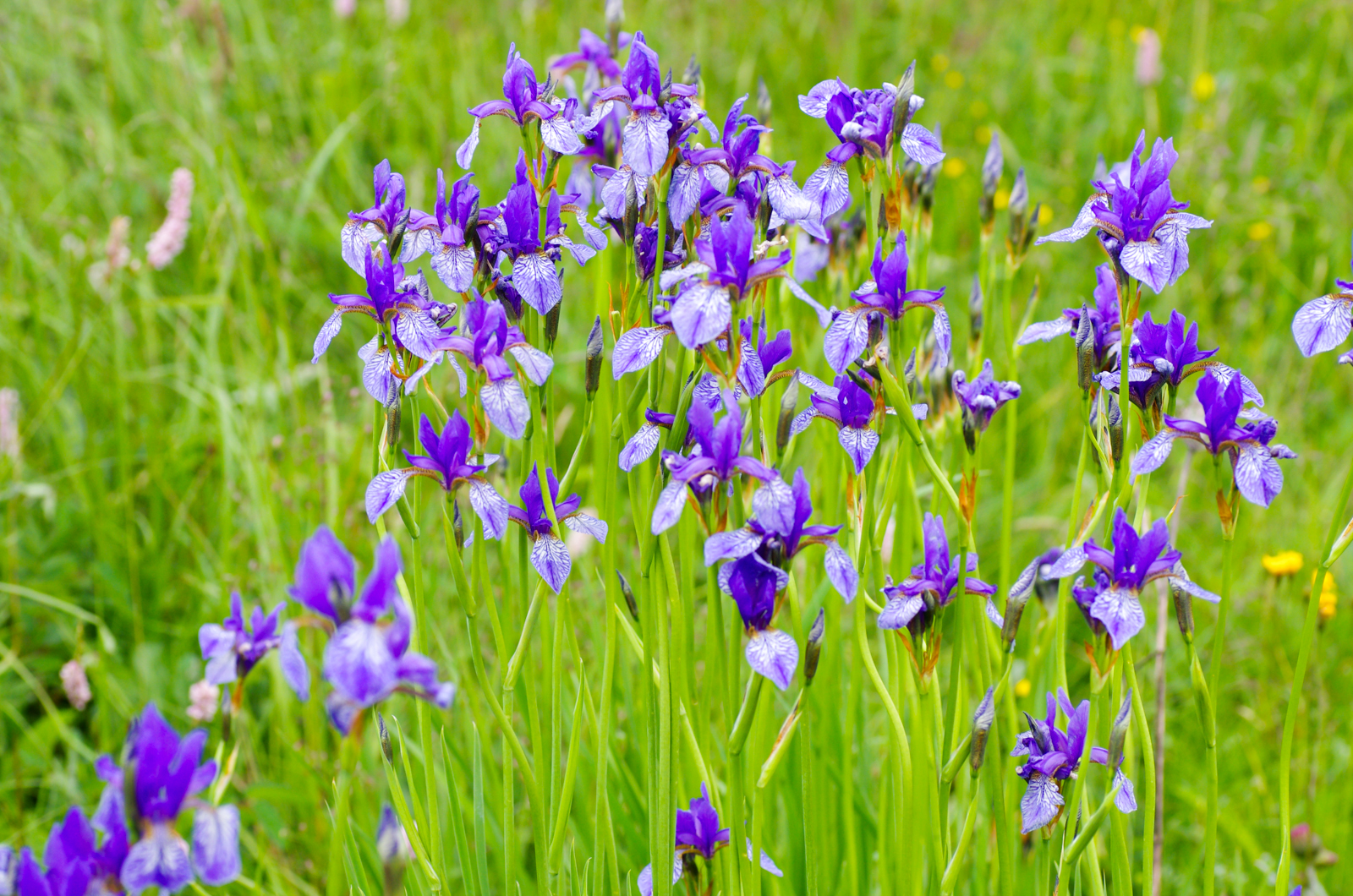
Kosatec sibiřský na lokalitě v červnu 2013
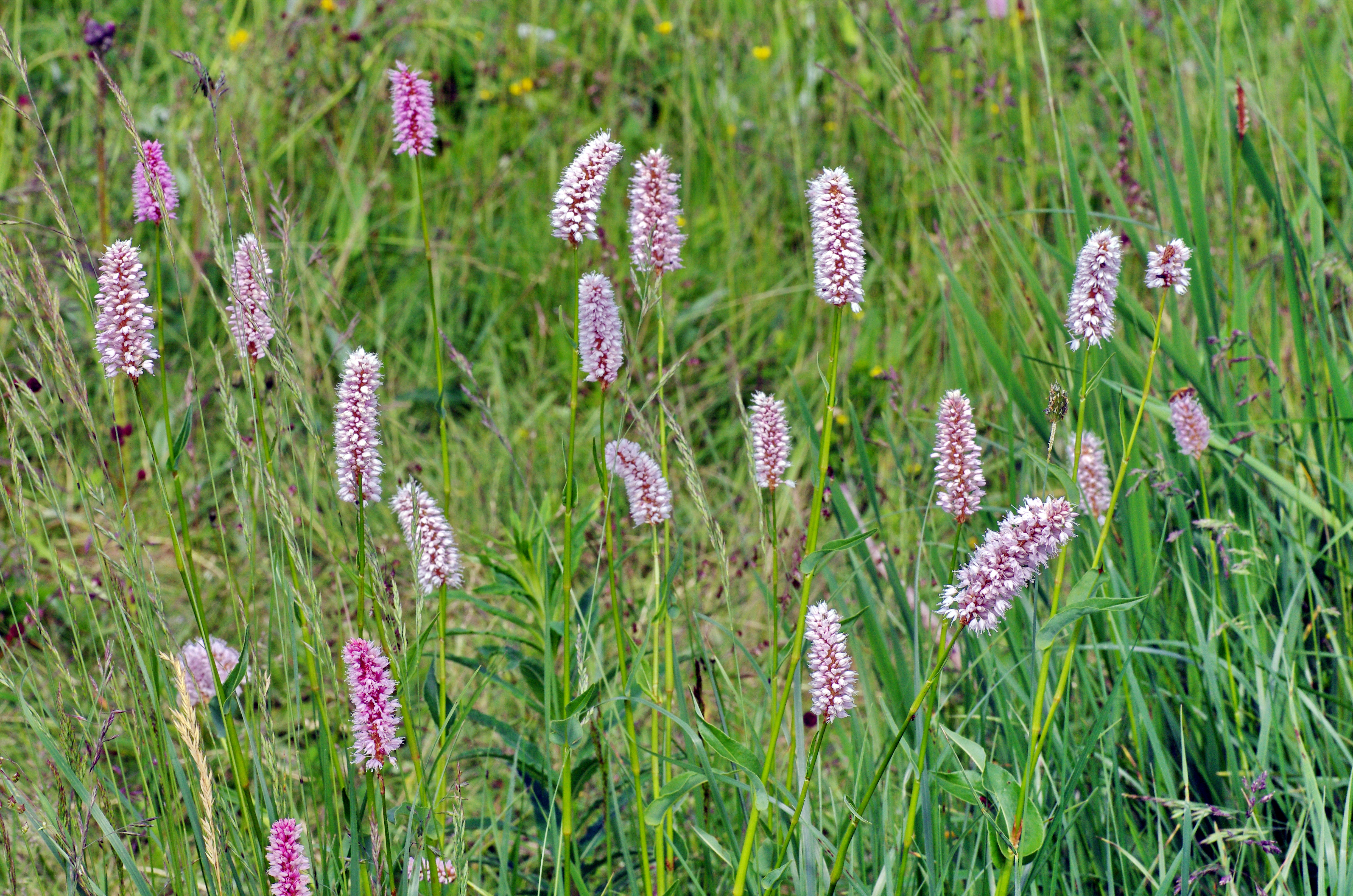
Rdesno hadí kořen na lokalitě v červnu 2016
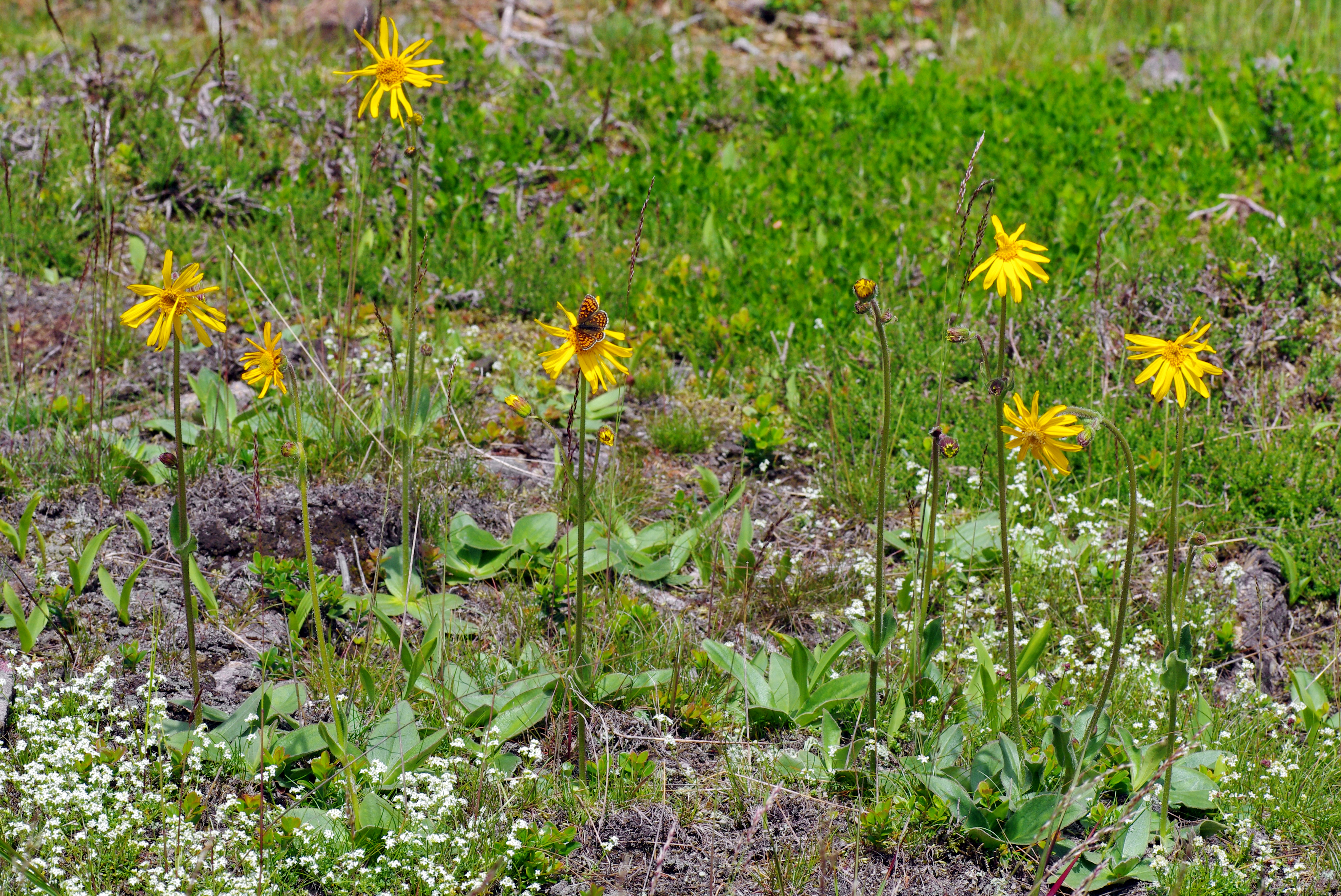
Prha arnika na lokalitě v červnu 2016